# Casino Jack
Casino Jack (titulada "Corrupción en el poder" en España) es una película de 2010 protagonizada por Kevin Spacey y dirigida por George Hickenlooper.
La película se enfoca en la carrera del hombre de negocios Jack Abramoff, que estuvo involucrado en una corrupción masiva que lo llevó a condenarse a sí mismo, dos oficiales de la Casa Blanca, Bob Ney, y nueve otros grupos de presión y otros funcionarios del Congreso. Abramoff estuvo condenado por fraude, conspiración y evasión de impuestos en 2006, y por comerciar regalos caros, comidas y viajes deportivos a cambio de favores políticos.   Abramoff sirvió tres años y medio de una sentencia de seis años en la prisión federal, y fue asignado a un centro de rehabilitación. Fue puesto en libertad el 3 de diciembre de 2010.
En 2010, Spacey estuvo nominado por un Globo de Oro por mejor actor por su representación de Abramoff en la película, perdiendo contra Paul Giamatti por su papel en Barney's Version.

## Producción
La filmación tuvo lugar en junio de 2009 en varias ubicaciones en Hamilton, Ontario, Canadá, incluyendo la Universidad McMaster y el centro de Hamilton. La película se estrenó en diciembre de 2010 y en el Festival de Cine de Toronto.
Esta fue la última película de Hickenlooper. Murió el 29 de octubre de 2010, siete semanas antes de la apertura prevista el 17 de diciembre de 2010.

## Elenco
- Kevin Spacey como Jack Abramoff.
- Kelly Preston como Pam Abramoff.
- Rachelle Lefevre como Emily J. Miller
- Barry Pepper como Michael Scanlon.
- Jon Lovitz como Adam Kidan.
- John David Whalen como Kevin A. Ring
- Yannick Bisson como Oscar Carillo.
- Graham Greene como Bernie Sprague.
- Eric Schweig como Poncho.
- Maury Chaykin como Big Tony.
- Christian Campbell como Ralph Reed.
- Spencer Garrett como Tom DeLay.
- Joe Pingue como Anthony Ferrari.
- David Fraser como Karl Rove.
- Jeffrey R. Smith como Grover Norquist.
- Daniel Kash como Konstantinos "Gus" Boulis.
- Conrad Pla como Agente Hanley.
- Hannah Endicott-Douglas como Sarah Abramoff.
- Ruth Marshall como Susan Schmidt.
- Reid Morgan como Brian Mann.